# UFC Ultimate Fight Night
UFC Ultimate Fight Night è stato un evento di arti marziali miste tenuto dalla Ultimate Fighting Championship il 6 agosto 2005 al Cox Pavilion di Las Vegas, Stati Uniti.

## Retroscena
Si tratta del primo evento della serie Fight Night dell'UFC, trasmessa su Spike TV fino al 2013 e poi passata su Fox Sports.

## Risultati

### Card preliminare
- Incontro categoria Pesi Welter:  Drew Fickett contro  Josh Neer

Fickett sconfisse Neer per sottomissione (rear naked choke) a 1:35 del primo round.
- Incontro categoria Pesi Welter:  Kenny Florian contro  Alex Karalexis

Florian sconfisse Karalexis per KO Tecnico (stop medico) a 2:52 del secondo round.

### Card principale
- Incontro categoria Pesi Medi:  Mike Swick contro  Gideon Ray

Swick sconfisse Ray per KO Tecnico (pugni) a 0:22 del primo round.
- Incontro categoria Pesi Welter:  Josh Koscheck contro  Pete Spratt

Koscheck sconfisse Spratt per sottomissione (rear naked choke) a 1:53 del primo round.
- Incontro categoria Pesi Medi:  Nate Quarry contro  Pete Sell

Quarry sconfisse Sell per KO Tecnico (pugno) a 0:42 del primo round.
- Incontro categoria Pesi Mediomassimi:  Stephan Bonnar contro  Sam Hoger

Bonnar sconfisse Hoger per decisione unanime (30-27, 30-27, 30-27).
- Incontro categoria Pesi Medi:  Chris Leben contro  Patrick Côté

Leben sconfisse Côté per decisione non unanime (29–28, 27–29, 30–27).
- Incontro categoria Pesi Medi:  Nate Marquardt contro  Ivan Salaverry

Marquardt sconfisse Salaverry per decisione unanime (30–27, 29–28, 29–28).